# Meniscomorpha vomia
Meniscomorpha vomia là một loài tò vò trong họ Ichneumonidae.